# Adrian Alston
Adrian Alston (Preston, 6 de fevereiro de 1949) é um ex-futebolista inglês naturalizado australiano que atuava como atacante.

## Carreira
Alston competiu na Copa do Mundo FIFA de 1974, sediada na Alemanha Ocidental, na qual a Austrália terminou na décima quarta colocação dentre os 16 participantes.